# Isertia verrucosa
Isertia verrucosa là một loài thực vật có hoa trong họ Thiến thảo. Loài này được (Humb. & Bonpl.) Standl. mô tả khoa học đầu tiên năm 1931.